# Antal János (református püspök)
Antal János (Oláhdellő, 1767. február 22. – Marosvásárhely, 1854. augusztus 12.) református lelkész, az Erdélyi református egyházkerület püspöke 1836-tól haláláig.

## Élete
Szegény sorsú földműves szülőktől származott; tanulását Marosvásárhelyen 1785-ben kezdte, ahonnan Teleki Sámuel kancellár támogatásával 1794-ben Bécsbe, 1795-ben a jénai s 1796-ban a göttingeni egyetemre ment. Hazatérte után 1797 őszén sáromberki, azután 1798 elején marosvásárhelyi pap lett. Ez év november 25-étől teológiai segédtanár, 1801-től 1836-ig a történelem és filológia tanára volt az ottani kollégiumban, amely hivatala mellé 1830-ban egyházi főjegyzővé, 1836-ban pedig szuperintendenssé (püspökké) választották. Nagyenyedre költözött, 1848 novemberében azonban a román szabadcsapatok közeledése elől Kolozsvárra  menekült, sorsára hagyva a püspöki levéltárat, amely a város 1849. januári feldúlásakor elpusztult. Antal János utóbb visszaköltözött Marosvásárhelyre. 
Közreműködött a Gecse Dániel-féle „emberszereteti intézet” megalapításában. 1842-ben új lelkészválasztási szabályzatot léptetett életbe, amellyel megszüntette az addigi anomáliákat. Lépéseket tett az erdélyi református egyház sérelmeinek orvoslására, de nem járt sikerrel. 1840-ben címerleveles nemességet kapott gyermekeivel együtt, amelyről azonban nem volt nagy véleménnyel: „nem tett minket e nemes levél se tekintélyesebbekké, se gazdagabbakká.” 1845-ben – az erdélyi református püspökök közül elsőként – királyi tanácsosi címet nyert. 1850-ben az erdélyi kormányzó Nagyszebenbe hívatta, ahol egyes értesülések szerint az egyház önkormányzatának feladására akarták rávenni; Ince János szászvárosi lelkipásztor szerint Antal „az eléadott tervet alá nem írta”. 1852-ben idős kora és gyenge egészsége miatt helyettes püspököt neveztek ki mellé. 1854-ben halt meg; temetésén veje, és egyben  utódja a püspöki hivatalban, Bodola Sámuel mondott beszédet. 
Hét gyermeke közül közül hat (négy lány és két fiú) érte meg a felnőttkort. Lányai református lelkészekhez mentek feleségül, egyik fia ügyvédi, a másik orvosi pályára lépett.

## Munkái

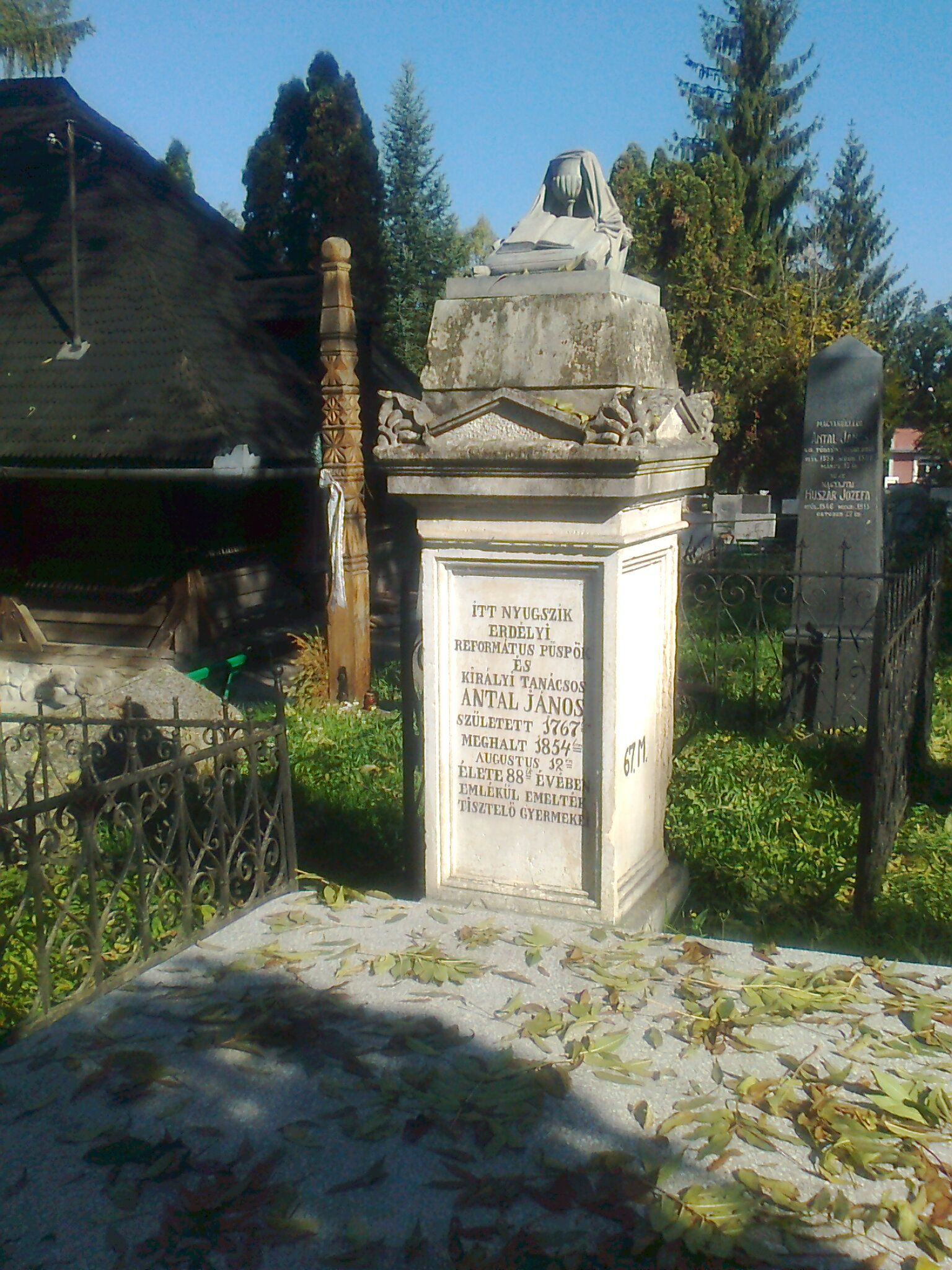
Sírja a marosvásárhelyi református temetőben

- Az életet bölcsen használó asszony (Gyászbeszéd Kabos Klára, Szutsáli Ferenczné felett.) Kolozsvár, 1812
- Teleki József gróf felett tartott oratio 1817, Gernyeszegen
- Gyászbeszéd gróf Teleki Sámuel felett Kolozsvár, 1825
- Halotti beszéd gr. Toldalagi Zsigmondné felett (Marosvásárhely), 1831
- Néhai orvos Gecse Dániel életrajza, ember szereteti intézete és annak rövid felvilágosítása. Marosvásárhely, 1840 (névtelenül)
- Az erdélyi helv. vallást követők vallássérelmei. Nagyenyed, 1841
- Kéziratban: Közép idő históriája (476–1492.) Karácsonyi prédikáczió ünnepi követek számára. A kollegium első százados ünnepén 1818. jun. 28. tartott beszéde. Gyermekkora története, irta 83 éves korában, versben.